# Egyptian Premier League 2009/10
Die Egyptian Premier League 2009/10 war die 53. Saison der Egyptian Premier League, der höchsten ägyptischen Meisterschaft im Fußball seit deren Einführung im 1948/49.
Die Aufsteiger aus der Egyptian Second Division 2008/09 waren El-Entag El-Harby, El Mansoura SC und El Gouna FC. Nicht mehr in Ägyptens höchster Spielklasse vertreten sind Itesalat, Tersana SC und El-Olympi. Titelverteidiger ist al Ahly Kairo.

## Modus
Die Meisterschaft wurde von den 16 Mannschaften im Ligasystem ausgetragen, wobei jede Mannschaft zweimal gegen jede andere Mannschaft spielte.

## Teilnehmende Mannschaften
Insgesamt nahmen seit 1948/49 64 verschiedene Mannschaften an der Meisterschaft teil, jedoch gelang es nur al Ahly Kairo und al Zamalek SC an allen Meisterschaften teilzunehmen.
Folgende 16 Mannschaften nahmen in der Saison 2009/10 an der Egyptian Premier League teil:
| Mannschaft             | Ort                 | Stadion                     | Kapazität |
| ---------------------- | ------------------- | --------------------------- | --------- |
| al Ahly Kairo          | Kairo               | Cairo International Stadium | 74.100    |
| al-Ittihad Al-Sakndary | Alexandria          | Alexandria Stadium          | 13.660    |
| al-Masry               | Port Said           | Port-Said-Stadion           | 17.988    |
| Asyut Petroleum        | Asyut               | Asiut University Stadium    | 25.000    |
| al Mokawloon Al Arab   | Kairo               | Osman Ahmed Osman Stadium   | 35.000    |
| El-Entag El-Harby      | Kairo               | Al-Salam Stadium            | 30,000    |
| El Gouna FC            | Hurghada            | El Gouna Stadion            | 14.000    |
| El Mansoura SC         | El Mansoura         | El Mansoura Stadium         | 20.000    |
| ENPPI Club             | Kairo               | Petro Sport Stadium         | 25.000    |
| Ghazl El Mahalla SC    | El Mahalla El Kubra | El Mahalla Stadium          | 29.000    |
| Haras El-Hodood SC     | Alexandria          | Haras El Hedood Stadium     | 22.000    |
| Ismaily SC             | Ismailia            | Ismailia Stadium            | 18.525    |
| Ittihad El-Shorta      | Kairo               | Police Academy Stadium      | 22.000    |
| Petrojet FC            | Sues                | Suez Stadium                | 25.000    |
| Tala’ea El-Gaish SC    | Kairo               | Gehaz El Reyada Stadium     | 22.000    |
| al Zamalek SC          | Gizeh               | Cairo International Stadium | 74,100    |

## Persönliches und Sponsoring
| Mannschaft             | Trainer                 | Kapitän             | Ausrüster | Hauptsponsor  |
| ---------------------- | ----------------------- | ------------------- | --------- | ------------- |
| al Ahly Kairo          | Hossam El-Badry         | Ahmed Belal         | adidas    | Vodafone      |
| al-Ittihad Al-Sakndary | Carlos Cabral           | Ibrahim El Shayeb   | Diadora   | McDonald’s    |
| al-Masry               | Anwer Salama            | Amr El-Desouky      | Diadora   | McDonald’s    |
| Asyut Petroleum        | Gamal Mohamed Ali       | —                   | Diadora   | McDonald’s    |
| al Mokawloon Al Arab   | Mohamed Amer            | —                   | Diadora   | Royal Ceramic |
| El-Entag El-Harby      | Tarek Yehia             | —                   | Diadora   | McDonald’s    |
| El Gouna FC            | Ismail Youssef          | —                   | Umbro     | Mobinil       |
| El Mansoura SC         | Mohamed Helmy (Trainer) | —                   | Diadora   | McDonald’s    |
| ENPPI Club             | Diaa Al-Sayed           | Adel Moustafa       | Nike      | ENPPI         |
| Ghazl El Mahalla SC    | Mohamed Radwan          | —                   | Diadora   | McDonald’s    |
| Haras El-Hodood SC     | Tarek El Ashry          | Mohamed Halim       | Umbro     | McDonald’s    |
| Ismaily SC             | Emad Soliman            | Mohamed Homos       | Venecia   | —             |
| Ittihad El-Shorta      | Talaat Youssef          | —                   | Diadora   | McDonald’s    |
| Petrojet FC            | Mokhtar Mokhtar         | Hisham Al-Nubi      | Umbro     | Esso          |
| Tala’ea El-Gaish SC    | Farouk Gaafar           | Abdel Sattar Sabry  | Diadora   | McDonald’s    |
| al Zamalek SC          | Hossam Hassan           | Abdelwahed El-Sayed | adidas    | Royal Ceramic |

## Trainerwechsel
| Verein                 | Trainer           | Grund        | Datum             | Tabellenplatz         | Nachfolger      |
| ---------------------- | ----------------- | ------------ | ----------------- | --------------------- | --------------- |
| al Ahly Kairo          | Manuel José       | Vertragsende | 31. Mai 2009      | vor Beginn der Saison | Hossam El-Badry |
| Ismaily SC             | Ricardo           | Entlassung   | 31. Mai 2009      | vor Beginn der Saison | Nebojsa Vuković |
| ENPPI Club             | Anwer Salama      | Rücktritt    | 8. August 2009    | 13.                   | Diaa Al-Sayed   |
| Ismaily SC             | Nebojsa Vuković   | Entlassung   | 22. August 2009   | 12.                   | Emad Soliman    |
| Ghazl El Mahalla SC    | Sherif Al-Khashab | Rücktritt    | 27. August 2009   | 16.                   | Mohamed Radwan  |
| al-Masry               | Bertalan Bicskei  | Entlassung   | 29. August 2009   | 12.                   | Anwer Salama    |
| al-Ittihad Al-Sakndary | Taha Basry        | Entlassung   | 1. September 2009 | 15.                   | Carlos Cabral   |
| al Zamalek SC          | Michel Decastel   | Entlassung   | 31. August 2009   | 06.                   | Henri Michel    |
| al Zamalek SC          | Henri Michel      | Entlassung   | 30. November 2009 | 10.                   | Hossam Hassan   |

## Tabelle
| Pl. | Verein                 | Sp. | S  | U  | N  | Tore    | Diff. | Punkte |
| --- | ---------------------- | --- | -- | -- | -- | ------- | ----- | ------ |
| 1.  | al Ahly Kairo (M)      | 30  | 18 | 11 | 1  | 047:230 | +24   | 65     |
| 2.  | al Zamalek SC          | 30  | 16 | 7  | 7  | 043:260 | +17   | 55     |
| 3.  | Ismaily SC             | 30  | 11 | 15 | 4  | 034:250 | +9    | 48     |
| 4.  | Ittihad El-Shorta      | 30  | 12 | 11 | 7  | 035:240 | +11   | 47     |
| 5.  | Petrojet FC            | 30  | 13 | 8  | 9  | 042:370 | +5    | 47     |
| 6.  | Haras El-Hodood SC (C) | 30  | 11 | 12 | 7  | 039:310 | +8    | 45     |
| 7.  | El-Entag El-Harby (N)  | 30  | 11 | 8  | 11 | 036:320 | +4    | 41     |
| 8.  | ENPPI Club             | 30  | 10 | 11 | 9  | 029:350 | −6    | 41     |
| 9.  | Tala’ea El-Gaish SC    | 30  | 9  | 13 | 8  | 042:380 | +4    | 40     |
| 10. | al-Ittihad Al-Sakndary | 30  | 9  | 8  | 13 | 027:360 | −9    | 35     |
| 11. | al Mokawloon Al Arab   | 30  | 7  | 13 | 10 | 036:340 | +2    | 34     |
| 12. | El Gouna FC (N)        | 30  | 8  | 10 | 12 | 026:320 | −6    | 34     |
| 13. | al-Masry               | 30  | 6  | 16 | 8  | 028:350 | −7    | 34     |
| 14. | Ghazl El Mahalla SC    | 30  | 7  | 10 | 13 | 017:300 | −13   | 31     |
| 15. | El Mansoura SC (N)     | 30  | 3  | 10 | 17 | 021:370 | −16   | 19     |
| 16. | Asyut Petroleum        | 30  | 4  | 7  | 19 | 029:560 | −27   | 19     |

| (M) | amtierender Meister   |
| (C) | amtierender Cupsieger |
| (N) | Neuaufsteiger         |

## Kreuztabelle
| 2009/10                |     | al Mokawloon Al Arab | ENPPI Club | Tala’ea El-Gaish SC | Ghazl El Mahalla SC | Haras El-Hodood SC | Ismaily SC | al-Ittihad Al-Sakndary | al-Masry | El Mansoura SC | Petrojet FC | Asyut Petroleum | Ittihad El-Shorta | El Gouna FC | El-Entag El-Harby | al Zamalek SC |
| ---------------------- | --- | -------------------- | ---------- | ------------------- | ------------------- | ------------------ | ---------- | ---------------------- | -------- | -------------- | ----------- | --------------- | ----------------- | ----------- | ----------------- | ------------- |
| al Ahly Kairo          |     | 2:0                  | 2:0        | 2:2                 | 2:0                 | 1:1                | 1:1        | 1:0                    | 2:0      | 3:0            | 2:1         | 1:0             | 4:2               | 1:0         | 1:0               | 0:0           |
| al Mokawloon Al Arab   | 1:1 |                      | 1:3        | 1:1                 | 1:1                 | 2:0                | 1:1        | 4:1                    | 1:1      | 2:0            | 1:1         | 4:2             | 0:0               | 2:0         | 0:0               | 2:2           |
| ENPPI Club             | 1:2 | 2:1                  |            | 0:0                 | 2:2                 | 2:1                | 1:1        | 1:0                    | 1:1      | 1:0            | 0:0         | 3:1             | 1:0               | 2:1         | 1:2               | 1:3           |
| Tala’ea El-Gaish SC    | 2:4 | 2:1                  | 2:0        |                     | 0:0                 | 2:3                | 1:1        | 0:1                    | 3:1      | 3:1            | 3:2         | 3:1             | 2:2               | 1:2         | 1:1               | 0:1           |
| Ghazl El Mahalla SC    | 2:0 | 2:1                  | 1:0        | 1:0                 |                     | 0:0                | 0:1        | 0:0                    | 0:3      | 1:0            | 1:3         | 1:2             | 0:0               | 0:0         | 1:1               | 0:1           |
| Haras El-Hodood SC     | 1:1 | 1:0                  | 4:0        | 0:0                 | 1:1                 |                    | 0:0        | 0:1                    | 2:2      | 2:1            | 1:3         | 2:0             | 1:1               | 1:1         | 2:3               | 2:1           |
| Ismaily SC             | 1:1 | 1:0                  | 2:3        | 1:1                 | 2:0                 | 0:0                |            | 3:0                    | 1:1      | 2:1            | 1:3         | 0:0             | 1:0               | 1:2         | 2:1               | 0:0           |
| al-Ittihad Al-Sakndary | 1:1 | 1:1                  | 1:1        | 1:3                 | 1:0                 | 1:1                | 0:1        |                        | 1:1      | 1:1            | 1:0         | 4:0             | 1:0               | 2:0         | 1:0               | 1:2           |
| al-Masry               | 1:1 | 0:0                  | 0:0        | 2:2                 | 1:0                 | 1:1                | 1:2        | 1:1                    |          | 0:0            | 0:1         | 2:1             | 1:3               | 1:1         | 2:1               | 1:3           |
| El Mansoura SC         | 1:2 | 1:1                  | 0:0        | 0:0                 | 1:0                 | 1:2                | 2:2        | 1:0                    | 1:0      |                | 1:3         | 4:0             | 2:0               | 0:2         | 1:1               | 0:0           |
| Petrojet FC            | 0:1 | 0:3                  | 0:0        | 2:1                 | 1:0                 | 1:4                | 1:1        | 3:1                    | 0:0      | 1:0            |             | 1:1             | 2:1               | 3:1         | 2:2               | 2:3           |
| Asyut Petroleum        | 1:2 | 0:1                  | 1:1        | 3:3                 | 0:0                 | 0:1                | 1:2        | 4:2                    | 1:2      | 3:2            | 2:3         |                 | 1:2               | 1:1         | 0:1               | 0:2           |
| Ittihad El-Shorta      | 1:2 | 1:1                  | 0:0        | 2:0                 | 4:0                 | 2:1                | 0:0        | 2:0                    | 1:1      | 1:0            | 0:0         | 2:1             |                   | 1:0         | 2:0               | 2:0           |
| El Gouna FC            | 0:0 | 3:2                  | 0:1        | 1:1                 | 0:2                 | 2:0                | 2:2        | 2:1                    | 0:0      | 1:1            | 1:0         | 0:1             | 0:1               |             | 2:0               | 0:1           |
| El-Entag El-Harby      | 0:1 | 3:1                  | 3:1        | 1:2                 | 2:0                 | 0:2                | 1:0        | 2:0                    | 2:0      | 0:0            | 3:1         | 0:0             | 1:1               | 2:0         |                   | 2:3           |
| al Zamalek SC          | 3:3 | 1:0                  | 2:0        | 0:1                 | 0:1                 | 1:2                | 0:1        | 1:0                    | 3:0      | 1:0            | 1:2         | 4:1             | 1:1               | 1:1         | 2:0               |               |

## Torschützenliste
| Pl. | Name             | Mannschaft           | Tore |
| --- | ---------------- | -------------------- | ---- |
| 01. | Minusu Buba      | Ittihad El-Shorta    | 14   |
| 02. | Eric Bekoe       | Petrojet FC          | 13   |
| 03. | Ahmed Abdelghani | Haras El-Hodood SC   | 09   |
| 03. | Ahmed Gaafar     | al Zamalek SC        | 09   |
| 03. | Emad Mohamed     | al Ahly Kairo        | 09   |
| 03. | Talaat Moharam   | Tala’ea El-Gaish SC  | 09   |
| 07. | Ahmed Eid        | Haras El-Hodood SC   | 08   |
| 07. | Reda Al Weeshi   | al Mokawloon Al Arab | 08   |
| 07. | Mickaël Dogbé    | Tala’ea El-Gaish SC  | 08   |
| 07. | Ahmed Ali        | Ismaily SC           | 08   |